# Africký pohár národů 2017
Africký pohár národů 2017 (také označován jako AFCON 2017 nebo CAN 2017) byl 31. africký pohár národů, mezinárodní fotbalové mistrovství mužů pořádané každé dva roky Konfederací afrického fotbalu (CAF). Turnaj se měl konat v Libyi, avšak CAF v srpnu 2014 zrušil Libyi práva konání poháru z důvodu probíhající války v zemi. Místo toho se turnaj konal v Gabonu. Tato akce byla také součástí 60. výročí Afrického poháru národů.
Kamerun turnaj vyhrál po páté poté, co porazil sedminásobné mistry z Egypta 2-1 ve finále. Jako mistrovský se Kamerunský tým kvalifikoval na FIFA Confederations Cup 2017 v Rusku. Hostitelé turnaje Gabon a obhájci šampionátu Pobřeží slonoviny se ani jeden nedostali do čtvrtfinále, když ve skupině nedokázali vyhrát žádnou ze tří her.